# Azure Moon
«Azure moon» es el sencillo n.º 29 de la banda de J-Pop Every Little Thing, lanzado el 15 de marzo del 2006 en Japón bajo el sello Avex Trax.

## Información
La canción es una balada escrita por Kaori Mochida. Las letras de la canción son bastante profundas, e aquí un extracto traducido:
azure moon
La luna brilla brilla muy, muy brillante
contándome sobre esta hermosa vida
que me fue concedida
Me gustaría hablar
por los que estar bien es esto
que yo trate de olvidar este momento,
quizás el más triste de mi vida...
El sencillo incluye una versión de "SORAAI" grabada de la presentación acústica en vivo que la banda realizó en Nagasaki el 11 de diciembre del 2005 que se llamó Every Little Thing X'mas Acoustic Live at Uragami Tenshudo ~Ai no Uta~.

## Canciones
1. «azure moon»
2. «SORAAI» (ソラアイ?) (20051211 versión)
3. «azure moon» (Instrumental)

- Datos: Q3266479